# Крет
Крет — река в России, протекает по Кезскому району Удмуртии. Устье реки находится в 26 км по левому берегу реки Лып. Длина реки составляет 12 км.
Исток реки на Верхнекамской возвышенности у деревни Русский Зязьгор в 9 км к юго-востоку от центра посёлка Кез. Генеральное направление течения — запад.
Крупнейший приток — Вукошур (левый). Большая часть течения проходит по ненаселённому холмистому лесу, незадолго до устья река протекает небольшую деревню Надежда. Впадает в Лып на юго-восточных окраинах посёлка Кез.

## Данные водного реестра
По данным государственного водного реестра России относится к Камскому бассейновому округу, водохозяйственный участок реки — Чепца от истока до устья, речной подбассейн реки Вятка. Речной бассейн реки — Кама.
Код объекта в государственном водном реестре — 10010300112111100032585.